# 20103 de Vico
20103 de Vico è un asteroide della fascia principale. Scoperto nel 1995, presenta un'orbita caratterizzata da un semiasse maggiore pari a 2,3748256 UA e da un'eccentricità di 0,1079857, inclinata di 7,14475° rispetto all'eclittica.
L'asteroide è dedicato all'astronomo italiano Francesco de Vico.